# Mieczysław Świerz
Mieczysław Świerz (* 25. Mai 1891 in Krakau; † 5. Juli 1929 in der Hohen Tatra) war einer der aktivsten polnischen Bergsteiger zu Beginn des 20. Jahrhunderts.

## Leben
Der Sohn von Sophia und Leopold Świerz studierte Polonistik und promovierte im Jahre 1917 an der Jagiellonen-Universität in Philosophie. Außerdem war er ein Kenner der polnischen Literatur. Nach Ausbruch des Ersten Weltkrieges wurde er in die österreichische Armee eingezogen.
Er behauptete, dass die polnischen Bergsteiger aus der Tatra schwierigere Wege meistern könnten. Er selbst hat fast hundert Erstbegehungen gemacht, darunter die der Ostwand des Mięguszowiecki Szczyt Wielki. Er war langjähriger Kletterpartner von Gyula Komarnicki. Im Jahre 1925 hat er zusammen mit Janusz Chmielowski einen Kletterführer für die polnische Tatra herausgegeben.
Er verunglückte mit 38 Jahren an der Westwand des Kościelec. Er wurde auf dem neuen Friedhof in Zakopane beerdigt.